# Diomed
Diomed (starogrško Διομήδης, latinizirano: Diomếdes) je junak iz grške mitologije, znan predvsem  po svojem sodelovanju  v trojanski vojni. Bil je sin Tideja in Dipile in kasneje naslednik svojega starega očeta Adrasta na položaju argokega kralja. Homer ga v Iliadi opisuje kot drugega najboljšega bojevnika Ahajcev, takoj za Ajantom. Ob Herakleju in Odiseju je bil najljubši junak boginje Atene. Diomedovo ime je sestavljenka in pomeni "božanska zvitost".

## Mitologija

### Obdobje pred trojansko vojno
Pred trojansko vojno je bil Diomed eden od epigonov, ki so razdejali Tebe, da bi maščevali smrt svojih očetov. Po smrti očeta Tideja se je Diomed poročil z Argejko Egialo in se tam naselil. Kot polnopravni državljan Argosa je na skrivaj vohunil in načrtoval strmoglavljenje kralja. Na koncu je prevzel kraljestvo, pobil vse izdajalce razen Terzitesa, ki mu je uspelo pobegniti, in na prestol vrnil svojega starega očeta Eneja. Enej je kraljestvo prepustil svojemu  zetu Andemonu in krenil v Argos k Diomedu, a ga je na poti ubil Terzit. Diomed ni mogel najti njegovega  morilca in je na mestu, kjer je bil pokopan, ustanovil mesto z njegovim imenom. Kasneje je Terzita v trojanski vojni ubil Ahil, ker se mu je posmehoval, ko je objokoval mrtvega Pentezilija. Diomed je bil tudi eden od Heleninih snubcev in je zato prisegel Menelaju, da mu bo prišel na pomoč, če jo bo potreboval.

### Trojanska vojna
Diomed je šel v vojno s floto osemdesetih ladij, drugo največjo za Agamemnonovo, ki je štela sto ladij. Diomed je bil močan vojak, nikoli aroganten ter čvrst, zvest in pogumen tovariš. Veljal je za drugega najboljšega ahajskega junaka, takoj za Ahilom. Na Patroklovih pogrebnih svečanostih je skupaj z Ajantom osvojil prvo mesto v dvoboju. Bil je tudi moder, kar sta mu potrdila Agamemnon in Nestor. Kasneje je Odisej ujel Priamovega sina, preroka Helena, ki jim je povedal, da Troje ne bodo mogli osvojiti, če ne bodo ukradli paladija, ki je varoval mesto.
Odisej in Diomed sta šla ponj. Po nekaterih različicah mita je Diomed vstopil v mesto na Odisejevih ramenih, Odiseja pa ni pustil v mesto. Ko se je vrnil s plenom, je bil Odisej besen. Hotel ga je ubiti in si pripisati zasluge, vendar mu to ni uspelo. 
Druga različica mita pravi, da sta skupaj vstopila v mesto in opravila nalogo. Po nekaterih različicah mita je Odisej sam na skrivaj vstopil v mesto preoblečen v berača, oblečenega v krvave cunje. Prepoznali sta ga samo Helena in Hekaba, zato se je nepoškodovan vrnil s plenom v grški tabor. 
Diomedovo junaštvo je še posebej poudarjeno v petem spevu Iliade. Po Ahilovi smrti je postal največji ahajski junak. Napadla sta ga Afroditin sin Enej in strelec Pandar in ga ranila. Ranjeni Diomed se je še naprej boril, s kopjem ubil Pandarja in na Eneja vrgel veliko skalo in ga težko ranil. Vmešala se je Afrodita, da bi ga rešila.  Diomed jo je napadel in ranil, ona pa je zajokala, izpustila Eneja in odhitela na Olimp, protožit se Zevsu. Onesveščenega Eneja je poskušal odnesti Apolon. Diomed ga je trikrat napadel, potem pa odjenjal, ko se je spomnil na Atenin nasvet, da ne sme napasti Arodite ali koga drugega z Olimpa.
Diomed se je kasneje boril s Hektorjem in videl boga vojne Aresa, kako se bori na strani Trojancev. Spomnil se je Ateninih nasvetov in ukazal vojski, naj se počasi umakne, čeprav ga je Atena spodbujala, naj se vrne v boj. S sulico je prebodel Aresa, ki se je ranjen vrnil na Olimp in prisilil Trojance k umiku. Ena od različica mita pravi, da je šel Diomed z Odisejem po ranjenega Filokteta, ki je imel Heraklejev lok, brez katerega Troje ni bilo mogoče osvojiti. V drugi različici mita je Odiseja namesto Diomeda spremljal Ahilov sin Neoptolem.

### Obdobje po trojanski vojni
Afrodita ni Diomedu nikoli ni odpustila napada v trojanski vojni. Preden se je vrnil v Argos, je prepričala njegovo ženo Egijalo, naj se poroči z nekom drugim in ga postavi na prestol. Diomed ji ni želel storiti nič žalega, vendar ni želel ostati v Argosu. Odšel je v Italijo, kjer je ustanovil mesti Brindizij in Arpus Hippium. V Vergilovi Eneidi se Diomed ponovno sreča s starim sovražnikom Enejem. Prebivalci Lacija so ga poskušali prepričati, da bi povedel njihovo vojsko proti Enejevi. Diomed jih je zavrnil. češ da je v svojem življenju pobil preveč Trojancev in da je smisel njegovega življenja živeti v miru v Italiji. 
Pohomerski epi pravijo, da je Atena dala Diomedu nesmrtnost, ko jo je nekoč namenila njegovemu očetu Tideju. Postal je božanstvo, ki so ga pod različnimi imeni častili v Italiji.

## Diomedov grob
Na otoku Sveti Nikolaj v otočju Tremiti je grobnica iz helenističnega obdobja, imenovana Diomedov grob. Po legendi je boginja Venera njegove objokovalce spremenila v albatrose, da bi lahko stražili grob svojega kralja.

## Vira
- Grbić, M. (2015). Istorija vrtne umetnosti. Univerzitet u Beogradu. Beograd. ISBN 978-86-7299-227-4
- Zamarovski, Vojteh (1985). Junaci antičkih mitova: Leksikon grčke i rimske mitologije. Zagreb.